# Tàu ngầm Đề án 651
Tàu ngầm Đề án 651 (tiếng Nga: Проекта 651 - Proyekta 651) là loại tàu ngầm điện-diesel mang tên lửa hành trình của Liên Xô. Tàu ngầm này được thiết kế từ cuối những năm 1950 cho lực lượng hải quân Liên Xô. Với khả năng tác chiến bắn tên lửa mang đầu đạn hạt nhân vào các vùng phía Đông Hoa Kỳ cũng như tấn công vào các mục tiêu quân sự. NATO gọi loại tàu ngầm này là lớp Juliett.
Đề án 651 mang các tên lửa hành trình có trang bị đầu đạn hạt nhân có tầm bắn hơn 300 dặm và có thể bắn từ tàu ngầm đang di chuyển trên mặt nước với tốc độ ít hơn 4 knot. Các tên lửa có thể bắn lên lần lượt với thời gian cách nhau 10 giây. Ngoài các tên lửa mang đầu đạn hạt nhân nó còn có thể bắn các tên lửa chống hạm khác đặc biệt là để chống tàu sân bay.
Tàu có hai lớp vỏ được phủ ngoài bằng một lớp cao su hấp thụ sóng âm có màu đen dày 5 cm và thân tàu được chia ra làm tám phần. Tàu được trang bị pin bạc kẽm để có thể di chuyển với khoảng cách 810 hải lý khi lặn. Tàu ngầm được gắn một ra đa có diện tích 10 m² phía trước tháp điều khiển và nằm trong một khoang ở thân tàu, khoang này có thể đóng lại và mở ra khi cần thiết. Nó có thể kết nối với hệ thống vệ tinh Kasatka để tải các thông tin về mục tiêu cần tấn công.